# Сацитузумаб говитекан
Сацитузумаб говитекан — лекарственный препарат продаваемый под товарным названием Троделви, который используется для лечения метастатического трижды-негативным рака молочной железы и метастатического уротелиального рака. В феврале 2016 года компания Immunomedics объявила о том, что сакитузумаб говитекан получил статус прорывного терапевтического средства (breakthrough therapy) по версии FDA для лечения людей с трижды-негативным раком молочной железы, не имеющих положительного отклика на две предыдущие терапии для лечения метастазирования. Одобрен для медицинского применения в США в апреле 2020 года и в Европейском союзе в ноябре 2021 года. Американское управление по контролю за продуктами и лекарствами (FDA) и Европейское агентство по лекарственным средствам (EMA) считают его медикаментом первого класса.

## Механизм действия
Конъюгат третьего поколения анти-Trop-2 моноклонального антитела (Sacituzumab) и ингибитора топоизомеразы (SN-38).

## Показания
- Метастатический трижды негативный рак молочной железы[7].
- Уротелиальная карцинома.

## Противопоказания
- Гиперчувствительность.

## Побочные действия
Наиболее распространенными побочными эффектами являются тошнота, усталость, анемия, рвота, алопеция (выпадение волос), запор, уменьшение аппетита, сыпь и боль в животе. Употребление препарата сакитузумаб говитекан связано с риском возникновения тяжелой нейтропении (патологически низкое количество белых кровяных клеток) и диареи.

## Беременность
Сацитузумаб говитекан может принести вред развивающемуся плоду или новорожденному ребенку. Женщины детородного возраста во время лечения и 7 мес. после него должны использовать методы контрацепции.

## Способ применения
Внутривенная инфузия.